# Федерация хоккея Азербайджана
Федерация хоккея Азербайджана (азерб. Azərbaycan xokkey federasiyası) — организация, которая занимается развитием хоккея с шайбой в Азербайджане. Базируется в Москве.

## История
Инициатива развития хоккея в Азербайджане принадлежит знаменитому советскому тренеру Анатолию Тарасову. По запросу Спорткомитета Азербайджанской ССР он направил будущего президента федерации Валерия Ларюкова в Баку, чтобы он открыл там хоккейную школу и развивал вид спорта. В том же году была создана республиканская федерация хоккея. В Баку действовала хоккейная школа на базе ледового дворца (сейчас — спортивно-концертный комплекс имени Гейдара Алиева), в которой занимались около 200 детей. Она должна была стать основой для развития хоккея в Азербайджане.
После распада СССР начальник управления хоккея всесоюзного Спорткомитета Юрий Королёв предложил Федерации хоккея Азербайджана вступить в ИИХФ. 6 мая 1992 года на конгрессе ИИХФ федерация была принята в её состав наряду с бывшими республиками СССР. Однако в то же время президентом Азербайджана стал Абульфаз Эльчибей, и было решено не развивать хоккей в республике и предпочесть ему национальные виды спорта.
Впоследствии федерация неоднократно поднимала вопрос о развитии хоккея в Азербайджане, однако спортивные власти государства отказывали в этом, ссылаясь на недостаток средств. Ларюков рассказал, что лично выплачивает членские взносы федерации в ИИХФ.

## Современность
По инициативе федерации была создана команда, которая под маркой сборной Азербайджана выступала в Московской товарищеской хоккейной лиге, в её составе играли двое азербайджанских хоккеистов — Ильгиз Салманов и Орхан Казимов.
Федерация готова к тому, чтобы стать посредником для создания хоккейного клуба в Азербайджане, в том числе выступающего в КХЛ. Кроме того, рассматривается вариант создания в республике нескольких хоккейных школ и строительства катков. По словам Ларюкова, федерации для развития хоккея необходимо зарегистрировать в республике хотя бы два клуба, однако ей не хватает административного ресурса.
Сейчас в Азербайджане нет зарегистрированных хоккеистов и судей.